# Imre Kemecsey
Imre Kemecsey (Budapest, 11 de febrero de 1941) es un deportista húngaro que compitió en piragüismo en la modalidad de aguas tranquilas.
Participó en dos Juegos Olímpicos de Verano en los años 1960 y 1964, obteniendo una medalla de plata en Roma 1960 en la prueba de K1 4 × 500 m. Ganó dos medallas en el Campeonato Mundial de Piragüismo de 1966 y cuatro medallas en el Campeonato Europeo de Piragüismo entre los años 1961 y 1967.

## Palmarés internacional
| Juegos Olímpicos   | Juegos Olímpicos      | Juegos Olímpicos  | Juegos Olímpicos |
| Año                | Lugar                 | Medalla           | Competición      |
| ------------------ | --------------------- | ----------------- | ---------------- |
| 1960               | Roma (Italia)         | Medalla de plata  | K1 4 × 500 m     |
| Campeonato Mundial |                       |                   |                  |
| Año                | Lugar                 | Medalla           | Competición      |
| 1966               | Berlín Oriental (RDA) | Medalla de bronce | K1 1000 m        |
| 1966               | Berlín Oriental (RDA) | Medalla de plata  | K1 4 × 500 m     |
| Campeonato Europeo |                       |                   |                  |
| Año                | Lugar                 | Medalla           | Competición      |
| 1961               | Poznań (Polonia)      | Medalla de plata  | K1 4 × 500 m     |
| 1961               | Poznań (Polonia)      | Medalla de bronce | K4 1000 m        |
| 1965               | Bucarest (Rumania)    | Medalla de plata  | K1 1000 m        |
| 1967               | Duisburgo (RFA)       | Medalla de oro    | K2 10 000 m      |